# Plagideicta rudolfi
Plagideicta rudolfi là một loài bướm đêm trong họ Noctuidae.